# Phoneyusa mutica
Phoneyusa mutica är en spindelart som först beskrevs av Karsch 1885.  Phoneyusa mutica ingår i släktet Phoneyusa och familjen fågelspindlar. Inga underarter finns listade i Catalogue of Life.